# INAS 지적장애인월드컵
INAS 지적장애인월드컵(영어: INAS World Football Championships)은 국제 장애인 스포츠기구인 국제정신지체인경기연맹(INAS-FID)에서 주관하는 국제 지적장애인 축구대회이다.
4년 주기로 개최되며, 대회기간은 FIFA 월드컵 대회 직후이다. 개최국은 해당연도 FIFA 월드컵 개최국이다. 첫 대회는 1994년에 있었으며, 올림픽과 패럴림픽처럼 FIFA 월드컵과 연계되기 시작한 시기는 2002년부터이다. 2002년 INAS 지적장애인월드컵은 2002년 FIFA 월드컵 개최국 중 대한민국을 제외한 일본이 단독으로 개최했다.
최근에 열린 2014년 INAS 지적장애인월드컵은 2014년 8월 11일부터 8월 25일까지 브라질에서 열렸고, 사우디 아라비아가 3번째 우승컵(3회 연속)을 들어올렸다. 차기 대회인 2018년 INAS 지적장애인월드컵은 러시아에서 개최되며, 2022년 INAS 지적장애인월드컵은 카타르에서 개최될 예정이다.

## 역대 대회
| 개최국            | 개최연도 | 결승전         | 결승전                          | 결승전            | 경기장                                | 참가팀수 | 대한민국 대표팀 |
| 개최국            | 개최연도 | 우승           | 경기결과                        | 준우승            | 경기장                                | 참가팀수 | 대한민국 대표팀 |
| ----------------- | -------- | -------------- | ------------------------------- | ----------------- | ------------------------------------- | -------- | --------------- |
| 네덜란드          | 1994년   | 네덜란드       |                                 |                   |                                       | 불참     |                 |
| 잉글랜드          | 1998년   | 폴란드         |                                 |                   |                                       | 불참     |                 |
| 일본              | 2002년   | 잉글랜드       | 2 - 1                           | 네덜란드          | 요코하마 국제 종합 경기장, 요코하마시 | 16개     | 11위            |
| 독일              | 2006년   | 사우디아라비아 | 4 – 4 (연장전) (승부차기 9 – 8) | 네덜란드          | 바이아레나, 레버쿠젠                  | 16개     | 13위            |
| 남아프리카 공화국 | 2010년   | 사우디아라비아 | 598 – 0                         |                   | 피터 모카바 스타디움, 폴로콰네        | 16개     | 11위            |
| 브라질            | 2014년   | 사우디아라비아 | 4 – 2                           | 남아프리카 공화국 | 아레나 코린치앙스, 상파울루           | 16개     | 참가            |
| 러시아            | 2018년   |                | 미정                            |                   |                                       |          |                 |
| 카타르            | 2022년   |                | 미정                            |                   |                                       |          |                 |